# Tilman Pfau
Tilman Pfau (Bad Cannstatt, 25 de julho de 1965) é um físico alemão.

## Vida
Pfau começou a estudar física em 1986 na Universidade de Constança, onde recebeu o diploma em 1992 e um doutorado em 1994 orientado por Jürgen Mlynek. Em seguida foi pesquisador convidado dentre outros na Escola Normal Superior de Paris (ENS) com Claude Cohen-Tannoudji e no Instituto de Tecnologia de Massachusetts (MIT) com Wolfgang Ketterle. Obteve a habilitação em 1998 em Constança com o tema Licht in der Atomoptik. É desde 2000 professor da Universidade de Stuttgart onde dirige o 5. Physikalische Institut.
Em 2010 foi eleito fellow da Associação Americana para o Avanço da Ciência. Recebeu o Prêmio Herbert P. Broida de 2017.